# 蒙特亚莱格雷德坎波斯
蒙特亚莱格雷德坎波斯，是西班牙卡斯蒂利亚-莱昂巴利亚多利德省的一个市镇。总面积34平方公里，总人口138人（2001年），人口密度4人/平方公里。